# 李回 (宋朝)
李回（?—?），字少愚，江宁（今江苏省南京市）人，宋朝官员，宋高宗年间为参知政事。李琮之子。
宋徽宗崇宁二年（1103年）李回中进士。宋钦宗朝官至佥书枢密院事。靖康元年（1126年）九月任大河守御史，率兵守黄河。金兵到达击鼓，李回仓皇逃归开封，罢为提举宫观。建炎元年（1127年），由提举万寿观知洪州（治今江西省南昌市）。宋高宗召他为端明殿学士、权同知三省枢密院事。建炎四年（1130年）升任中书大夫、同知枢密院事。十月，秦桧从金国回到南宋，李回和秦桧关系很好，力排众议，向宋高宗推荐秦桧。秦桧于是得以重用。绍兴元年（1131年）八月，李回擢升为参知政事。因为他和吕颐浩不和，九月罢任，以资政殿学士、江南西路安抚大使兼知洪州。绍兴三年（1133年）二月，落职，他回到饶州（今江西省波阳县）后死去。